# CZN Burak
Pour les articles homonymes, voir CZN et Burak.
Burak Özdemir (né le 24 mars 1996), connu sous le pseudonyme CZN Burak, est un chef et restaurateur turc,,.

## Biographie
Burak Özdemir naît à Yayladağı, une ville du sud de la Turquie à proximité de la frontière avec la Syrie. Son père tient un commerce de textile à Laleli intitulé Cinzano, le surnom de Burak Özdemir CZN provient du nom de ce commerce. Dès l'âge de 16 ans, Burak Özdemir travaille dans un restaurant familial créé en 2011, commerce qu'il fait prospérer peu à peu en une la chaîne de restaurants nommée Hatay Medeniyetler Sofrası, et qui compte dix ans plus tard cinq succursales : Taksim, Aksaray, Etiler ainsi qu'à l'étranger à Dubaï et au Tadjikistan,.
Le chef turc devient célèbre au début des années 2020 en postant des vidéos sur les réseaux sociaux Instagram et TikTok. Ses vidéos sur les réseaux sociaux dans lesquelles il partage des recettes turques, souvent cuisinées en grandes quantités et dans la bonne humeur font de Burak Özdemir une célébrité d'Internet,,.
En mars 2022, le chef turc s'associe au joueur de football Cristiano Ronaldo pour ouvrir un restaurant à Londres,.
En mai 2022, après la circulation d'une rumeur selon laquelle il souffrirait d'une tumeur au cerveau, des messages Pray for Burak circulent sur les réseaux sociaux, une allégation portée après que le chef a partagé une photo de lui à l'hôpital sur Instagram. Cette rumeur n'a été vérifiée par aucune source proche d'Özdemir, ni par lui-même.